# Crestet
Crestet é uma comuna francesa na região administrativa da Provença-Alpes-Costa Azul, no departamento de Vaucluse. Estende-se por uma área de 11,48 km². Em 2010 a comuna tinha 430 habitantes (densidade: 37,5 hab./km²).